# Paden City
Paden City est une ville située dans les comtés de Tyler et Wetzel, dans l’État de Virginie-Occidentale, aux États-Unis. Sa population s’élevait à 2 633 habitants lors du recensement de 2010, estimée à 2 389 habitants en 2018.

## Histoire
La ville doit son nom à Obediah Paden, l'un de ses premiers habitants.

## Source
- (en) Cet article est partiellement ou en totalité issu de l’article de Wikipédia en anglais intitulé « Paden City, West Virginia » (voir la liste des auteurs).

1. ↑  (en) Kenny Hamill, West Virginia place names, their origin and meaning, including the nomenclature of the streams and mountains, The Place Name Press, 1945 (lire en ligne), p. 467.
2. ↑  (en) « Population and Housing Unit Estimates » (consulté le 4 juin 2019)
3. ↑  (en) « Census of Population and Housing », Census.gov (consulté le 4 juin 2015)